# Pinctada margaritifera
Pinctada margaritifera (black-lip pearl oyster) is een tweekleppigensoort uit de familie Pteriidae (pareloesters). De wetenschappelijke naam van de soort is gepubliceerd in 1758 door Linnaeus als Mytilus margaritiferus in de tiende editie van Systema naturae. De soort komt voor in tropische zeeën en oceanen in de buurt van koraalriffen. Deze oester kunnen parels maken en worden daarom gekweekt op koraaleilanden.

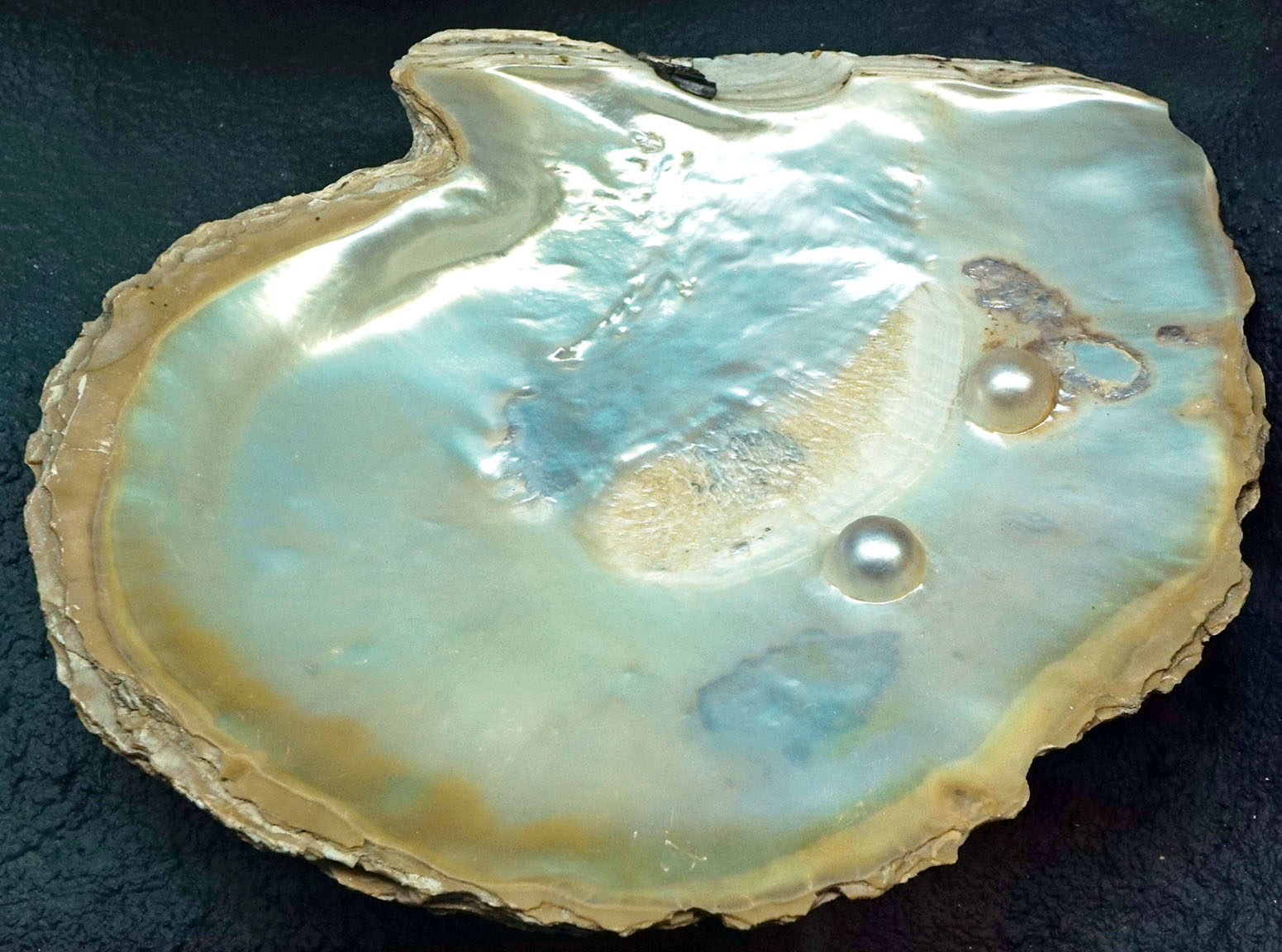
Pinctada margaritifera met twee parels, Naturmuseum, Augsburg

## Beschrijving
In het Engels wordt hij black-lip pearl oyster genoemd. Deze naam verwijst van de zwarte kleuring die zichtbaar is langs de randen aan de binnenkant van de schelp. Van buiten is de oester donker grijsachtig bruin of groen, vaak met witte stippen over de hele buitenkant van de schelp. Deze pareloester kan een lengte van 20–25 cm bereiken. Een kenmerk is het ontbreken van een getande structuur op de slotband ("scharnier").

### Leefgebied
Deze pareloester komt voor in de Perzische Golf, Rode Zee, in het zuidwesten van de Indische Oceaan, langs de kust van India en verder tot aan de Indische Archipel, Nieuw-Guinea, Cookeilanden en eilanden in de Grote Oceaan tot aan Japan.
Deze pareloester komt voor in gebieden van koraalriffen. Het zijn zogenaamde filtervoeders die leven in wateren met een lage concentratie aan fytoplankton. De oester hecht zich met zijn byssusdraden aan harde onderwaterstructuren zoals kolonies van rankpootkreeften. Ze gedijen het best in zeewater met getijdestromingen op dieptes tot 75 meter. Kenmerk is oligotroof en helder water. Ander onderwaterdiersoorten zoals sponsdieren, hydroïdpoliepen, borstelwormenen lamellibrachia, vlokreeften, zee-egels en vissen vormen vaak een hechte levensgemeenschap met deze oesterbanken. Deze pareloester stellen hoge eisen aan de waterkwaliteit en de aard van de stroming. Er moet stroming zijn maar niet te veel en het water mag beslist niet verontreinigd zijn.

## Betekenis voor de mens

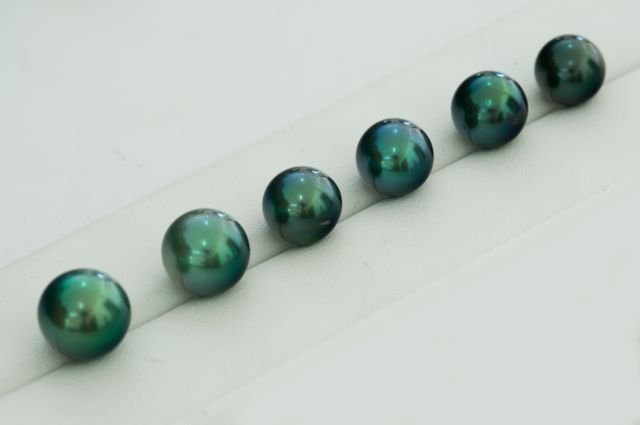
Parels afkomstig van het atol Rangiroa (Tuamotueilanden, Frans-Polynesië)

Deze soort pareloester wordt gewoonlijk gekweekt en geoogst voor parel. De parels van deze soort worden beschouwd als de beste kwaliteit parels. Parels ontstaan als een klein lichaamsvreemd deeltje, zoals een zandkorrel, of iets organisch of een parasitair diertje de schelp binnendringt. In dat geval scheidt de oester parelmoer af en omsluit daarmee het binnengedrongen object. Dit is een reactie van het immuunsysteem van deze soort oester. De parels van deze soort zijn blauw, grijs en zwart.